# Шопский партизанский отряд
Шопский партизанский отряд (болг. Шопски партизански отряд) — подразделение Народно-освободительной повстанческой армии Болгарии, входившее в состав 1-й Софийской повстанческой оперативной зоны. Действовал во время Второй мировой войны в районе к западу от реки Искыр.

## История
Отряд был образован в мае 1944 года в районе села Буковец. Первым командиром отряда был Иван Бонев (позывной «Витан»), позже отрядом командовал Давид Елазар.
В июле—августе 1944 года Шопский отряд участвовал в совместных операциях с Царибродским отрядом в окрестностях городов Годеч и Цариброд. Занял сёла Василовци, Дрымша, Црыклевци и Сенокос. 1 сентября начал поход на Софию, достигнув 4 сентября села Понор, а затем разделился на две роты, направившиеся к Костинброду и Софии. К тому моменту отряд насчитывал около 30 человек, из которых к 6 сентября достигли Софии только 20 (у остальных не было оружия).
9 сентября 1944 года отряд участвовал в установлении власти Отечественного фронта в городах София, Сливница, Костинброд, селе Шияковци и др.